# Michael Goepferd
Michael Goepferd (* 1. Januar 1961 in Coburg; † 15. August 1996 in San Francisco) war ein deutscher Graphiker und Illustrator.

## Leben und Wirken
Michael Goepferd besuchte ab 1976 die Kunstfachschule Lichtenfels. Ab 1980 arbeitete er in West-Berlin am Schau- und Aktionsraum Unart und war Gaststudent an der Hochschule der Künste. Zwischen 1980 und 1990 unternahm er zahlreiche Reisen und Studienaufenthalte: Marokko, Spanien, Frankreich, England, Griechenland, Türkei, Iran, Afghanistan, Pakistan, Nepal, Sri Lanka, Italien, USA, West-Berlin und Coburg. 1986 verlegte Michael Goepferd seinen Lebensmittelpunkt und den Ort seines künstlerischen Schaffens nach San Francisco. Er erfuhr Unterstützung und Hilfe durch AIDS-Organisationen. Im Gegenzug engagierte er sich künstlerisch, beispielsweise mit einem Logo zum HIV-AIDS Disability Project. Er starb 1996 an den Folgen von AIDS.
Zuerst war Michael Goepferd als Maler tätig, bis er letztendlich den Linolschnitt für sich entdeckte. Er liebte den klaren Kontrast, die klare Entscheidung bei jeder Linie und das Feingefühl, das er hierzu benötigte. Seine Linoldrucke und künstlerische Arbeit wurde u. a. beeinflusst von Shantideva, Albrecht Dürer und Lucas Cranach dem Älteren, Homers Ilias und dem deutschen Expressionismus. Charakteristisch ist seine Auseinandersetzung mit dem menschlichen Körper als eine Art Landschaft, eine starke Kontrastierung der Motive und eine expressive Linienführung. Seine in Linol geschnittenen Tarotkarten verbinden traditionelle und neuformulierte Zeichen und Sinnbilder. Sein Licht- und Schatten-Tarot (78 Karten) wurde von keltischen, indianischen, ostindischen, afrikanischen, mittelalterlichen und europäischen Traditionen inspiriert. Die Schwarz-Weiß-Bilder betonen Auflösung und Vollendung und stellen gleichzeitig eine starke Analogie zum traditionellen Tarot dar.

## Ausstellungen (Auswahl)
(E) Einzelausstellungen, (G) Gruppenausstellungen, (K) Katalog, (P) Posthum
- Michael  Goepferd, Ausstellung in Goepferds Heimatstadt, Rückert 3, Puppenmuseum im Haus Rückertstraße 3, Coburg (E, P) (2022)[7][8][9]
- Michael  Goepferd – Ein Kunstvermächtnis, Galerieverlag Blueprint Edition, KulturSchaufenster, Weimar (E, P) (2022); Kunstausstellung Michael Goepferd, Galerie Osbili[10], Berlin (E, P) (2022)

- Tarot and other New Works, YWCA-University, Berkeley, CA (E) (1995); Battle Cries, recent work by Visual Aid Grantees, Southern Exposure, San Francisco, CA (G) (1995); The Dream is now a reality, AHP Castro Center, San Francisco, CA (G) (1995); San Francisco Bay Area Tarot Symposium, Fort Mason Center, San Francisco, CA(G) (1995); Different Perspectives: Pride, Freedom and Responsibility, Fetterly Playhouse, Vallejo Community Arts Foundation, Inc. (G) (1995); Survivor—One WTO Continues to Live Trough and outlast conditions in which others perish, The Urban Art Retreat, Chicago, IL (G) (1995)
- Linocuts from1990–1994, Alma College, Department of Art, Alma, Michigan (E) (1994); Linolschnitte: Schwarz und Weiß, Ämtergebäude der Stadt Coburg (E) (1994); Recent work, Canvas Cafe (The Bedfort Hotel), San Francisco, CA (E) (1994); The Tarot Cards, Ramis, San Francisco, CA (E) (1994); FISAE - Internationaler Ex Libris Kongress, Mailand, Italien (G) (1994); Levi Strauss Annual Art Exhibition, San Francisco, CA (G) (1994); Artreach, Life Conference Center, San Francisco, CA (G) (1994); The Linoleum Cut Exhibition of Bay Area Artists, C.I. Clark Galleries, Bakersfield, CA (G) (1994)
- Neue Linolschnitt-Blockdrucke, Kunst und Rahmen, Coburg (E) (1993); Printwork and Poetry, New Linocuts - with Poetry by Mark Hannan, a Chapbook Publication of "After Many Years Absent", Michael Goepferd Studio; San Francisco, CA (E) (1993); Politically Correct - Politically Incorrect, Galerie Galerie, Hollywood, CA (G) (1993); The MO Show, William White Gallery, Eugene, OR (G) (1993); Strange and Wonderful, Artifice Gallery, Syracuse, NY (G) (1993); Go Figure, Orps Gallery, San Francisco, CA (G) (1993); Healing Arts, Somar Gallery, San Francisco, CA (G) (1993); Neue Arbeiten, Galerie Futon, Coburg (G) (1993); The AIDS Show, Marin College Art Department, Kentfield, CA (G) (1993); Dia los Muertos, Washington University, Pullman, WA (G) (1993); Jahresausstellung des Coburger Kunstvereins, Coburg (G, K) (1993); The Halloween Show, University Fine Arts Center, Boulder, CO (G) (1993); House of Cards, Jewish Museum San Francisco, San Francisco, CA (G) (1993)
- Black and white block prints (Blockdrucke), Maude Kerns Art Center, Eugene, OR (E, K) (1992); New Work, Double Rainbow, San Francisco, CA (E) (1992); Paintings and Prints, Sweet Inspiration, San Francisco, CA (E) (1992); Crossing Borders, Irvine Fine Arts Center, Irvine, CA (G) (1992); Old World - New World, Cultur Shock 1492, City of Kent Art Commission, Kent, WA (G) (1992); Textiles, Glass and Prints, SFSU Student Union Art Gallery, San Francisco, CA (G) (1992); The Flew A Brave Flag, Artswatch Gallery, Louisville, KY (G) (1992); Spring in Paris, Lee & Lee Contemporary Galleries, San Francisco, CA (G) (1992); That's Nice Dear / The Sentimental Art Show, Barrett International Gallery, Chicago, IL (G) (1992); Yuba College (juriert von John Natsoules), Yuba City, CA (G, K) (1992); A Body of Work (kuratiert von Carolyn Brookhart), Lower Columbia College Art Gallery, Longview, WA (G) (1992); The Fax Art Response, Survival Graphics, Madison, WI (G) (1992)
- Masculinity Uncovered (kuratiert von Xavier Alden), SFSU Student Union Gallery, San Francisco, CA (G) (1991); 12th Annual Bay Arts Exhibition (kuratiert von Lisa Christy), Manor House Gallery, Belmont, CA (G) (1991); Counterpoint (juriert von Peter Mears), Hill Country Arts Foundation, Ingram, TX (G) (1991); Metamorphosis - The AIDS Epidemic, Valencia Gallery, San Francisco, CA (G) (1991); Westmoreland Art Nationals, Westmoreland County Museum of Art, Youngwood, PA (G) (1991); Drawing From Life, The Human Figure, Juniper Gallery, Napa, CA (G) (1991); 44 Max Fine Arts Competition (kuratiert von Candy Moffett), Alder Gallery, Eugene, OR (G) (1991)
- Different Light Bookstore, San Francisco, CA (E) (1990); The Ritual, Studio Mark I. Chester, San Francisco, CA (1990)
- Walt Whitman Bookstore, San Francisco, CA (E) (1989)
- Madness is My Middle Name (Bühnenbild), Performance von Mark I. Chester, Gregory Chent Gallery, San Francisco, CA (E) (1987)
- Die Zone, Berlin (E) (1984)

## Veröffentlichungen
- Mark Hannan: After Many Years Absent. Studio Press, 1994.
- mit Brian Williams: The Light and Shadow Tarot. San Francisco 1996, ISBN 0-89281-503-5.